# Yannis N’Gakoutou
Yannis Clarence N’Gakoutou Yapéndé (ur. 30 września 1998 w Saint-Denis) – gaboński piłkarz grający na pozycji prawego obrońcy. Od 2021 jest zawodnikiem klubu Lyon La Duchère.

## Kariera klubowa
Swoją piłkarską karierę N’Gakoutou rozpoczął w 2011 roku w juniorach klubu JA Drancy. W latach 2015–2020 grał w rezerwach AS Monaco. W sezonie 2020/2021 był zawodnikiem GOAL FC, a w 2021 przeszedł do Lyon La Duchère.
| Sezon   | Klub      | Kraj    | Rozgrywki              | Mecze | Gole |
| ------- | --------- | ------- | ---------------------- | ----- | ---- |
| 2015/16 | AS Monaco | Francja | CFA                    | 2     | 0    |
| 2016/17 | AS Monaco | Francja | CFA                    | 0     | 0    |
| 2017/18 | AS Monaco | Francja | Championnat National 2 | 27    | 1    |
| 2018/19 | AS Monaco | Francja | Championnat National 2 | 9     | 0    |
| 2019/20 | AS Monaco | Francja | Championnat National 2 | 13    | 0    |
| 2020/21 | GOAL FC   | Francja | Championnat National 2 | 0     | 0    |

## Kariera reprezentacyjna
W reprezentacji Gabonu N’Gakoutou zadebiutował 4 stycznia 2022 w zremisowanym 1:1 towarzyskim meczu z Mauretanią, rozegranym w Dubaju. W 2022 roku został powołany do kadry na Puchar Narodów Afryki 2021. Na tym turnieju rozegrał jeden mecz, w 1/8 finału z Burkiną Faso (1:1, k. 6:7).